# Милитаризм

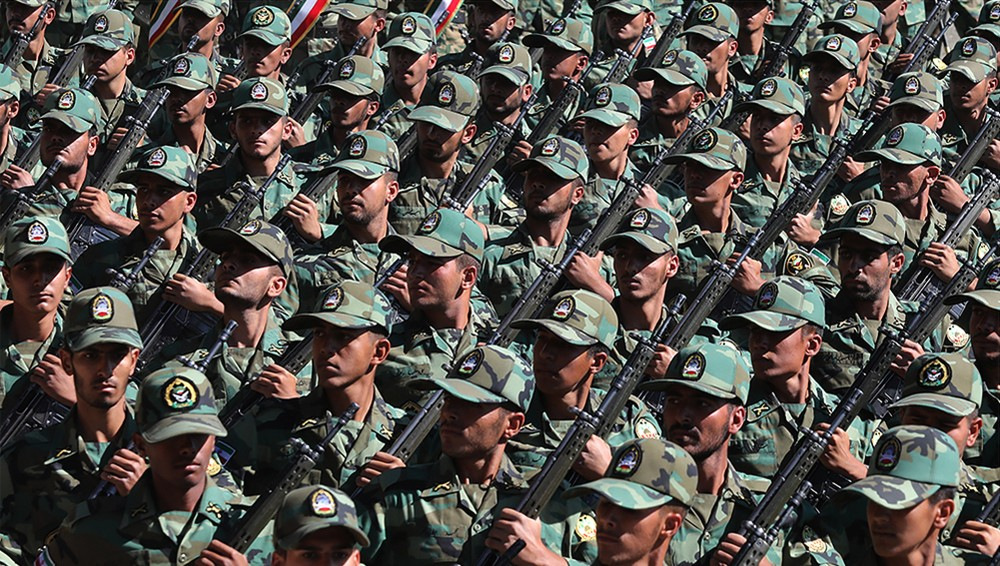
Военный парад армии Ирана, 2019. Иран является страной с одними из самых больших военных расходов.

Милитари́зм (новолат., фр. militarisme, от лат. militaris — военный) — идеология и политика активного наращивания и использования военной мощи государства в экспансионистских целях; доминирование военных и военизированных органов и институтов в государственной и общественной жизни.
Милитаризму свойственна гонка вооружений, воинская повинность, рост военных расходов бюджета государства, наращивание военного присутствия с политическими целями за рубежом (военные базы), военное силовое вмешательство в дела других суверенных государств (как со стороны держав-агрессоров, так и со стороны агрессивных военно-политических блоков), усиление влияния военно-промышленного комплекса в экономике страны и её внешней и внутренней политике.

## История милитаризма
Термин «милитаризм» был применён впервые в середине XIX века для характеристики режима Наполеона III во Франции.
Хотя в Древности и в Средние века война считалась важнейшим и почётнейшим занятием свободного человека, несмотря на то что организация многих государств (например, Спарты, Рима) была исключительно военная, милитаризм в точном смысле слова тогда не существовал, так как при простоте военного дела и дешевизне вооружения война не требовала сложных приготовлений в мирное время. Милитаризм развился в эпоху наполеоновских войн, когда армии особенно быстро возросли численно и преобразовались, и для их комплектования была введена всеобщая воинская повинность. Социалисты считали очевидной тесную связь милитаризма с капитализмом ещё в эпоху 1-го Интернационала.
После франко-прусской войны 1870—1871 милитаризм стал господствовать в европейских государствах, и особенно с начала XX века он принял невиданные ранее в мире масштабы в значительной мере под воздействием обострения противоречий между крупнейшими государствами.
Численность армий Франции, Великобритании, Италии, России, Германии и Австро-Венгрии, составлявшая 6 111 000 человек в 1869 году и 2 653 000 человек в 1889 году, достигла 9 184 000 человек к 1912 году. В ходе первой мировой войны 1914—1918 было мобилизовано около 74 млн чел.

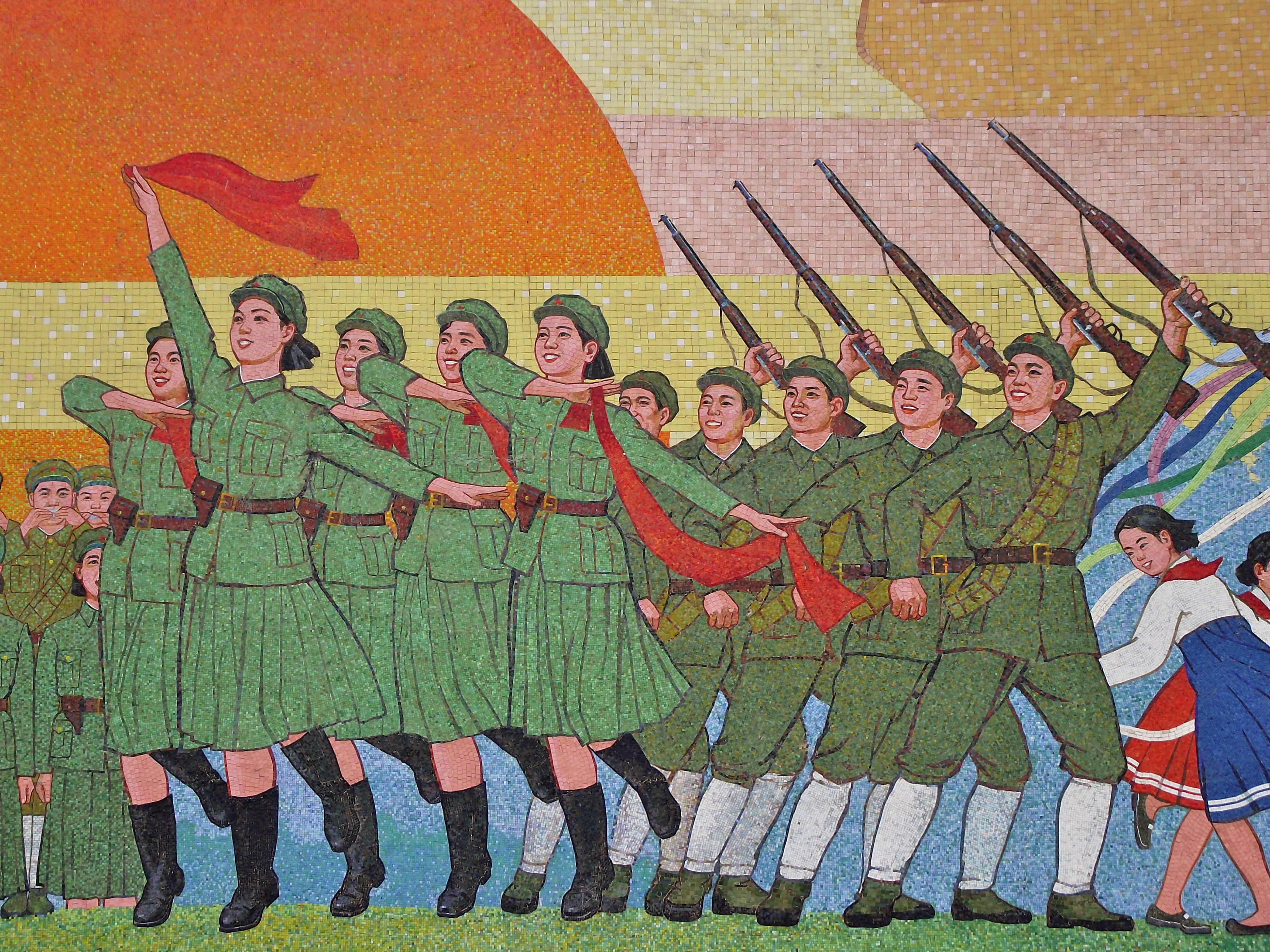
Пропагандистская мозаика в КНДР

«Милитаризм господствует над Европой и пожирает её»— Ф. Энгельс, Сочинения. Маркс К., Энгельс Ф., Издание 2-е. Т. 20, с. 175.

### Современный милитаризм
Милитаризм теснейшим образом связан с распространением таких внешнеполитических концепций и военно-политических доктрин, как «холодная война», «гонка вооружений», политика «с позиции силы» и «на грани войны», «контролируемая напряжённость», «психологическая война», «массированное возмездие», «гибкое реагирование», «реалистическое сдерживание» и так далее.
При режиме милитаризма одной из наиболее важных и развитых отраслей экономики является военная экономика, обеспечивающая военный (оборонный) потенциал государства.
Например, в КНДР официально объявлена политика «Армия на первом месте» (Сонгун).

## Милитаризация экономики
Милитаризация экономики — увеличение военного сектора в общей структуре национального хозяйства отдельных государств в ущерб другим отраслям. В государствах, которые не имеют собственной военной промышленности, милитаризация экономики достигается за счёт возрастающей торговли оружием. Проблема милитаризации экономики остро стоит в развивающихся государствах, усугубляя их общие проблемы.